# Rougeon
Rougeon ist eine Anfang des 20. Jahrhunderts durch den französischen Züchter Albert Seibel neu gezüchtete Rotweinsorte. Sie ist eine Kreuzung zwischen der durch Hermann Jaeger gezüchteten Hybridrebe Jaeger 70 und dem Klon Seibel 3015 und gehört zur großen Familie der Seibel-Reben. Es handelt sich dabei um eine überaus komplexe Züchtung, in der Gene der Wildreben Vitis rupestris, Vitis aestivalis, Vitis labrusca und Vitis vinifera vorhanden sind.
Rougeon treibt spät aus, mit mittelguter Pilzresistenz gegen den Falschen Mehltau. Je nach Ausbau entsteht ein hellroter, fast schon roséfarbener einfacher Rotwein. Der Wein wird meist im Verschnitt mit anderen Rebsorten verwendet. 
Da sie eine Hybridrebe ist, wurde der Anbau in der EU in den 1950er Jahren verboten und darf nur im Versuchsanbau angebaut werden. In den USA gibt es kleinere Anpflanzungen in Pennsylvania (→ Weinbau in Pennsylvania), New York (→ Weinbau in New York), Iowa (→ Weinbau in Iowa) und Missouri (→ Weinbau in Missouri).
Synonym: Seibel 5898, S 5898
Abstammung: Jaeger 70 × Seibel 3015. Seibel 3015 ist seinerseits eine Kreuzung der Sorten Couderc 28-112 und Regina.